# Les Hommes abandonnés
Les Hommes abandonnés est un recueil de contes de Georges Duhamel publié au Mercure de France en 1921.

## Historique du roman
L'un des contes, intitulé Nouvelle rencontre de Salavin, fait réapparaître le personnage de Louis Salavin de Confession de minuit (1920), ce qui décidera Georges Duhamel à créer finalement son premier cycle littéraires Vie et aventures de Salavin auquel s'ajouteront quatre autres romans publiés de 1924 à 1932.

## Éditions
- Les Hommes abandonnés, Mercure de France, 1921, rééd. 1932, 1952.